# Хупстон (Илиноис)
Хупстон (енгл. Hoopeston) град је у америчкој савезној држави Илиноис. По попису становништва из 2010. у њему је живело 5.351 становника.

## Демографија
Према попису становништва из 2010. у граду је живело 5.351 становника, што је 614 (10,3%) становника мање него 2000. године.
| Група             | 2000.         | 2010.         |
| Белци             | 5.349 (89,7%) | 4.715 (88,1%) |
| Афроамериканци    | 49 (0,8%)     | 51 (1,0%)     |
| Азијати           | 8 (0,1%)      | 15 (0,3%)     |
| Хиспаноамериканци | 500 (8,4%)    | 542 (10,1%)   |
| Укупно            | 5.965         | 5.351         |